# علف الخنزير
علف الخنزير أو هيوفورب (الاسم العلمي: Hyophorbe)، جنس يتألف خمسة أنواع معروفة من النباتات المُزهرة من فصيلة النخلية، موطنها جزر ماسكارين في المحيط الهندي. يمكن أن يصل ارتفاع جميع الأنواع الخمسة إلى أكثر من 6 أمتار، وتنمو جذوع منتفخة لنوعين منها، مما جعلها شائعة كنباتات زينة،إلا أنها جميعها مهددة بالانقراض في البرية. الاسم العلمي مشتق من كلمتين يونانيتين: "hyo" (أو "hys") وتعني "خنزير"، "phorb" وتعني "علف". يشير الاسم إلى الاستخدام التاريخي لثمار هذه النخيل علفًا للخنازير.
ويشتمل على الأنواع التالية
1. علف الخنزير أماريكوليس Mart. – موريشيوس, فرد واحد متبقي
2. Hyophorbe indica Gaertn. (palmiste poison) – لا ريونيون
3. Hyophorbe lagenicaulis (L.H.Bailey) H.E.Moore (bottle palm) – موريشيوس
4. Hyophorbe vaughanii L.H.Bailey – موريشيوس
5. Hyophorbe verschaffeltii H.Wendl. (palmiste marron) – جزيرة رودريغز

## معرض صور الأنواع
المصدر:

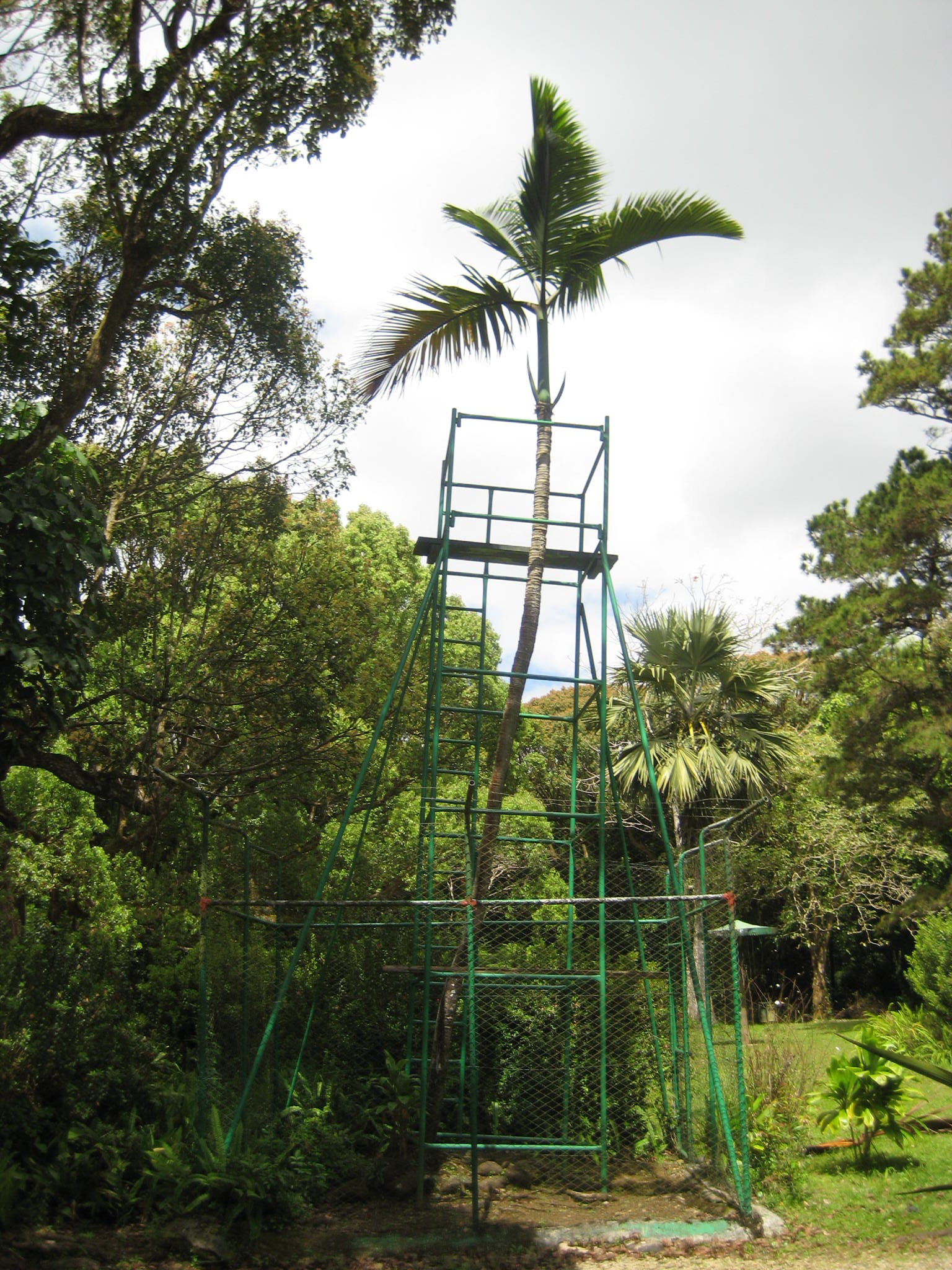
Tآخر عينة باقية من نبات "Hyophorbe amaricaulis". يتميز هذا النوع بجذع نحيف وغير منتفخ..
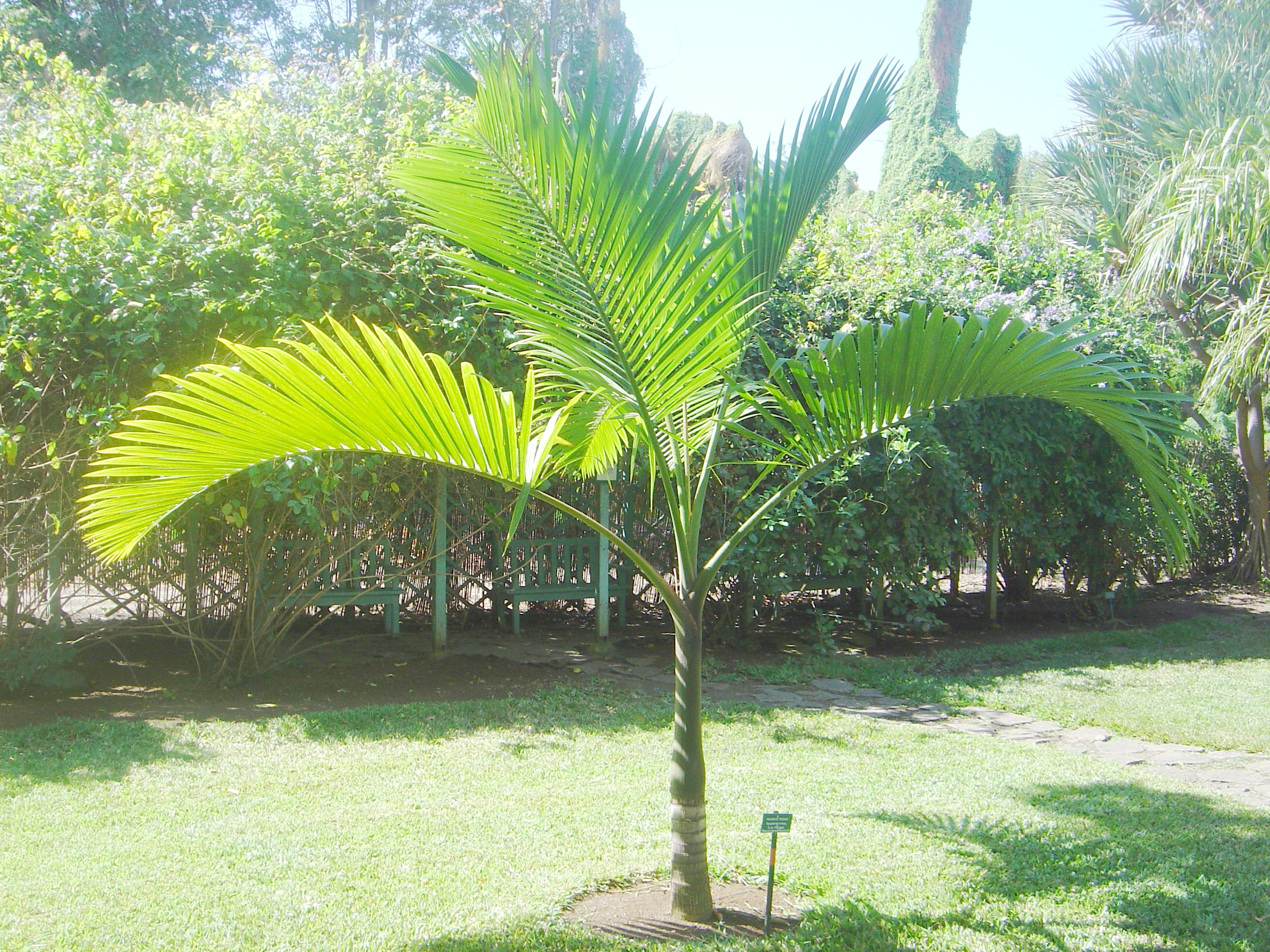
Hyophorbe indica هو نوع آخر ذو جذع نحيل، ولكن غالبًا ما يكون به عروق صفراء على طول أوراقه.
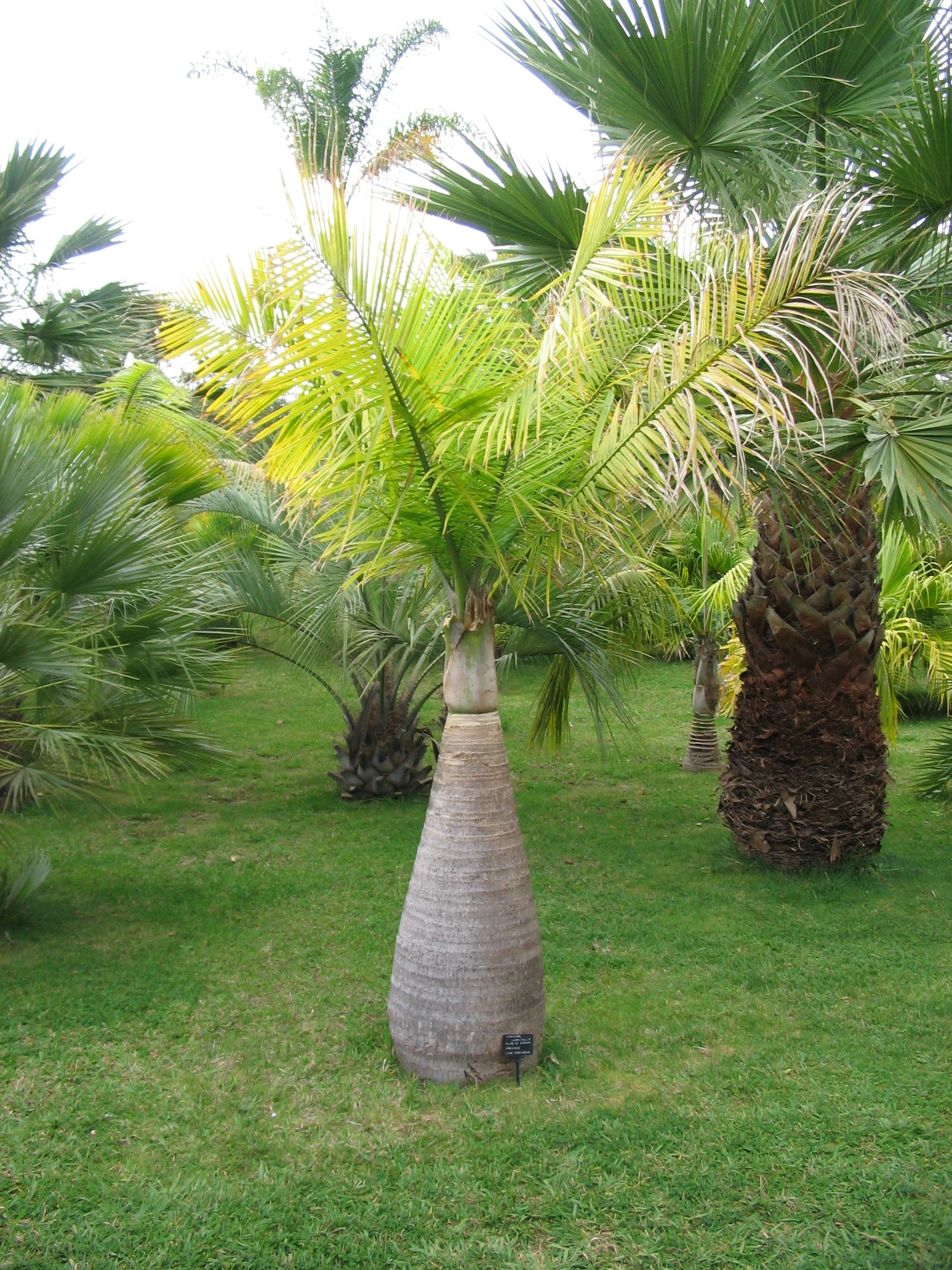
تُعرف شجرة "Hyophorbe lagenicaulis" باسم "نخلة القنينة" لأن جذعها ينتفخ من قرب القاعدة، ليتخذ شكل القنينة.
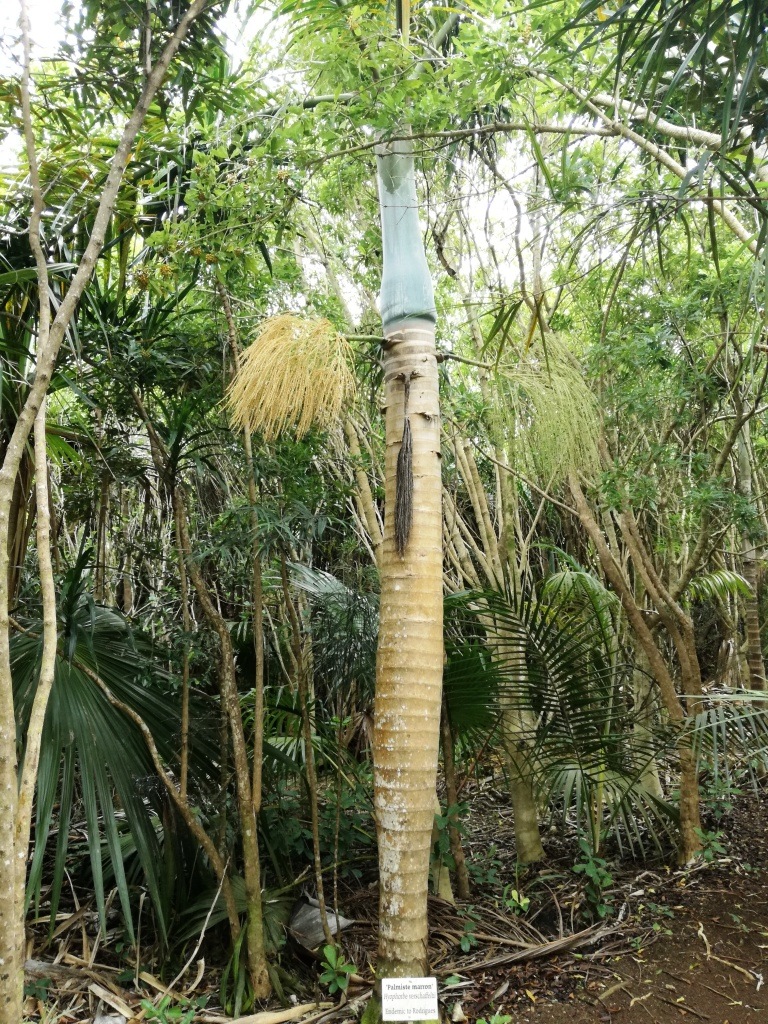
تُعرف شجرة "Hyophorbe verschaffeltii" باسم "نخلة المغزل" نظرًا لجذعها المنتفخ في المنتصف. ثمارها سوداء وأوراقها صفراء مخضرة.